# Ermitage de Saint-Germain-sur-Talloires
L’ermitage ou chapelle Saint-Germain est un lieu de culte catholique français, une église, situé dans le département de la Haute-Savoie, sur les hauteurs de la commune de Talloires-Montmin, au lieu-dit Saint-Germain-sur-Talloires.

## Situation
La chapelle est installée dans le hameau de Saint-Germain-sur-Talloires, dans le village de Talloires, qui appartient à la commune Talloires-Montmin.

## Historique
Au XIe siècle, Germain de Talloires, premier prieur de l'abbaye de Talloires au XIe siècle, se retire dans une grotte située au-dessus du monastère,. Au cours du siècle, le site accueille un oratoire. Des pèlerins se rendent sur le tombeau du saint dès le XIIe siècle. L'oratoire devient une chapelle au cours du XVe siècle.
En 1609, François de Sales se rend à l’abbaye. Il monte jusqu’à la chapelle et demande au prieur de l’abbaye de réparer l’édifice. Il revient en compagnie de son frère, Jean-François de Sales, le 28 octobre 1621 et élève sur l’autel les reliques du saint. Il envisage de venir se retirer en cet endroit, mais il meurt l’année suivante. La chapelle est restaurée par Dame Faure Petit Cone de Vérel et ses vassaux.
En 1663, « l’édifice, détruit, a été rebâti depuis les fondations et agrandi ».
En 1829, la chapelle, tombée en ruines durant l'occupation française du duché de Savoie, est reconstruite,.
En 1836, la paroisse de Saint-Germain-sur-Talloires est créée. La chapelle est faite église paroissiale, bien que ne possédant ni clocher ni sacristie, par l'évêque Pierre-Joseph Rey, le 29 octobre 1838.
En 1868, Claude-Marie Magnin consacre l’église transformée et agrandie.
Entre 2008 et 2014, le lieu accueillait un centre chrétien de ressourcement spirituel. Il a été arrêté fin décembre 2014 par décision de l'évêché dans des conditions très conflictuelles, les paroissiens de Saint-Germain allant jusqu'à organiser le boycott des messes. L'arrêt serait lié à des divergences d'ordre religieux entre les gestionnaires du centre et la paroisse.

## Description

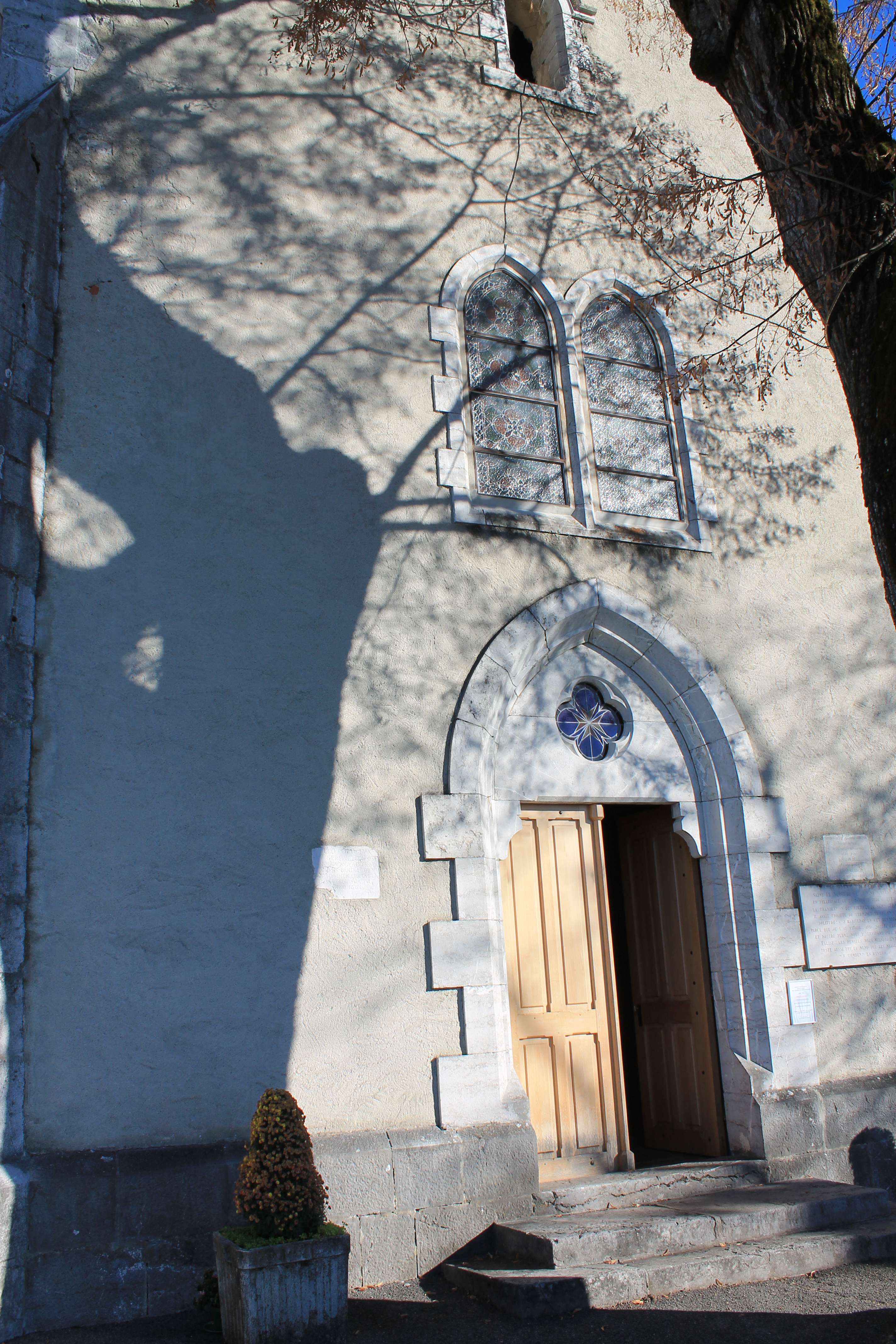
Entrée.
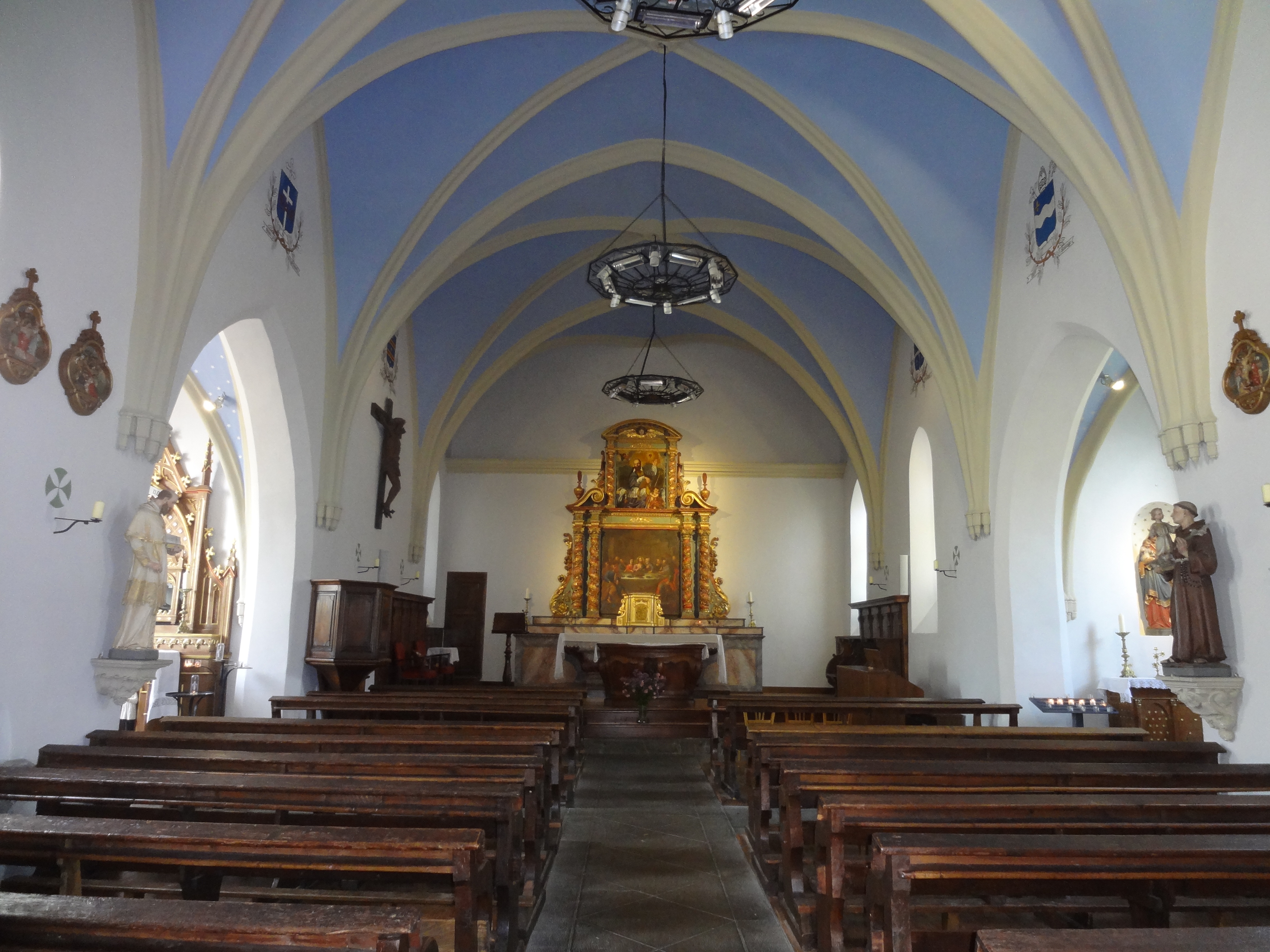
Nef
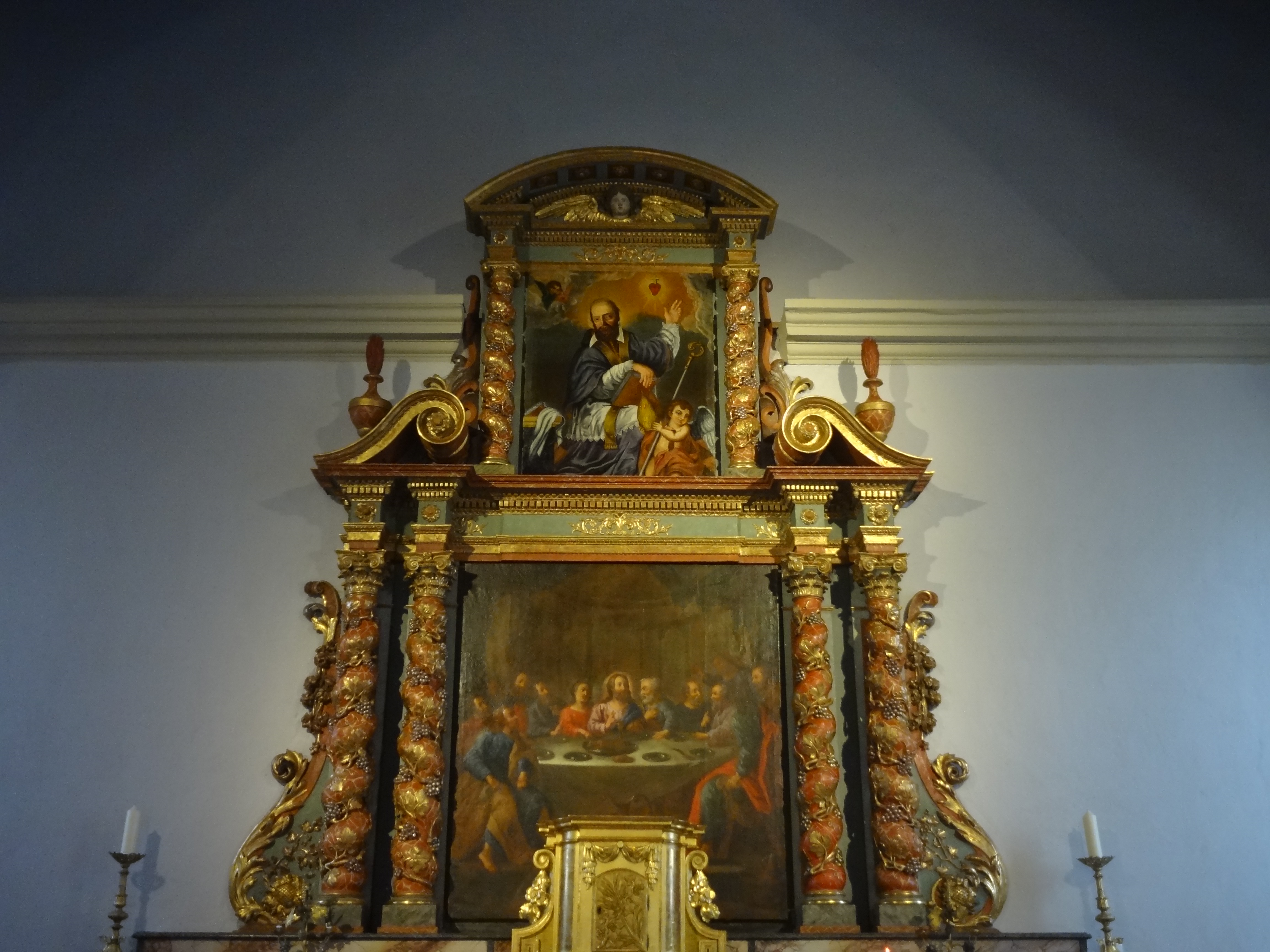
Retable